# Kreotop
En kreotop är en konstruerad naturvårdsbiotop i liten skala. Det skiljer den från naturliga eller historiska småbiotoper som kommit till utan något särskilt naturvårdssyfte. Att anlägga kreotoper på outnyttjade restytor utmed t.ex. infrastrukturstråk i stadsmiljöer, produktionsskog eller åkerlandskap är ett aktivt sätt att gynna biologisk mångfald. Stekelsandbädd är ett exempel på en kreotop som kan anläggas genom att tillvarata sandiga schaktmassor och död ved i samband med t.ex. vägbygge. Fjärilshotell och fågeloaser är andra exempel på kreotoper som kan anläggas med små medel.

## Historia
Kreotop är sammansatt av creō (latin, "att skapa") och topos (grekiska, "plats"). Termen lanserades 2011 i en rapport från Jordbruksverket. Samma år uppförde Vattenfall en kreotoppark i vindkraftsparken Östra Herrestad utanför Simrishamn. Skogsstyrelsen arbetar på motsvarande sätt med skogskreotoper. Trafikverket arbetar med att få in kreotoper i planeringen av infrastrukturprojekt.